# Cap Crillon
Pour les articles homonymes, voir Crillon.
Le cap Crillon (en russe : Мыс Крильон) est situé à l'extrémité sud de l'île de Sakhaline en Russie.
Il a été baptisé par le navigateur français Jean-François de La Pérouse, qui l'a découvert pour les Européens.
Il est séparé du cap Sōya sur l'île d'Hokkaidō au Japon par le détroit de La Pérouse. Les Japonais le nomment cap Nishinotoro (西能登呂岬, Nishinotoro-misaki)
À proximité du cap Crillon sont construits une station météorologique, une base militaire et un phare.